# Antarktiska kontinentalplattan

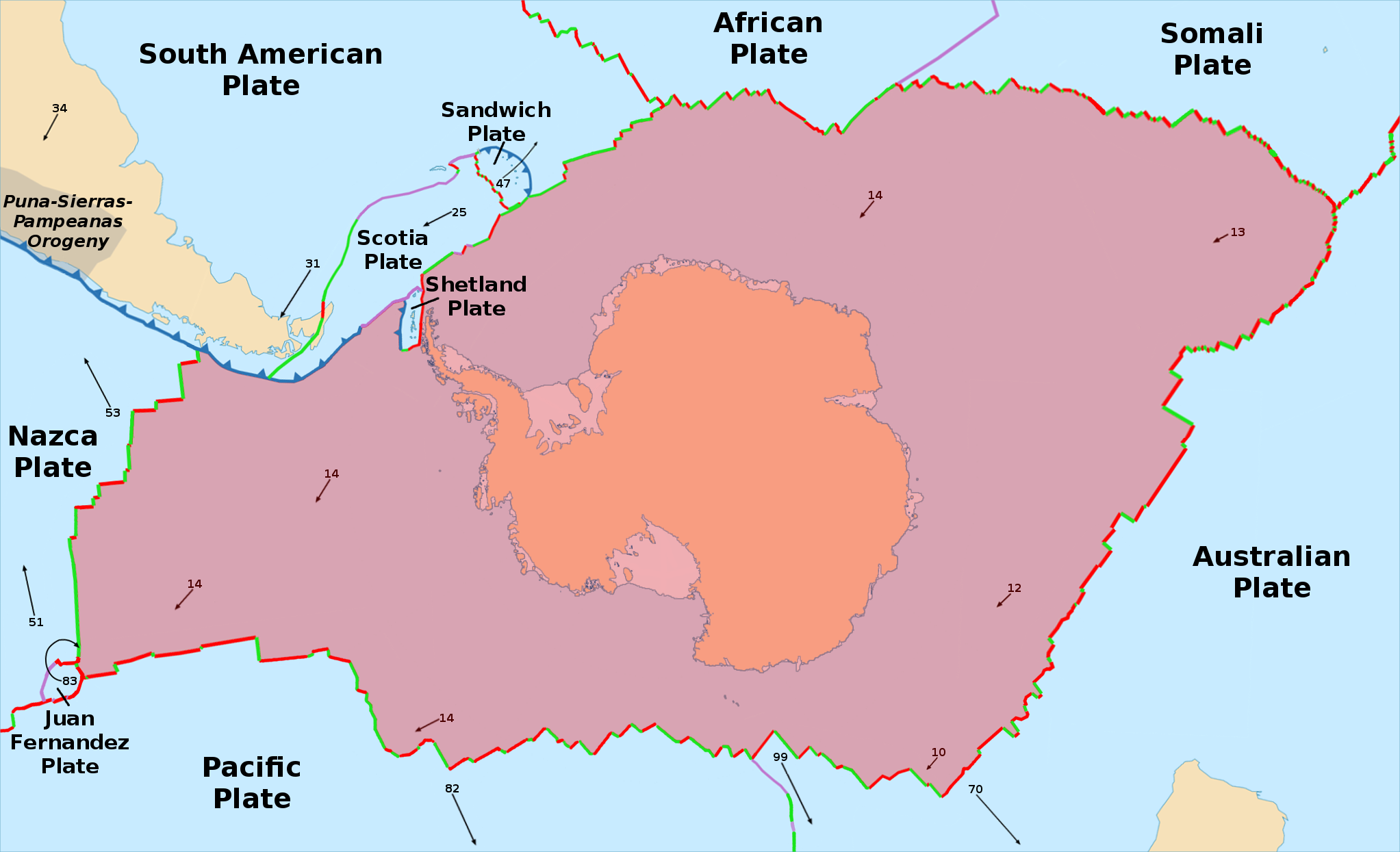
Antarktiska kontinentalplattan med angränsande plattor angivna (på engelska).

Antarktiska kontinentalplattan är en kontinentalplatta som till stor del upptas av Antarktis och Antarktiska oceanen.
Den antarktiska plattan var en gång en del av den södra superkontinenten Gondwana men blev under kritaperioden en egen enhet belägen vid sydpolen.
Den gränsar mot Afrikanska kontinentalplattan och vidare i östlig riktning mot Indoaustraliska kontinentalplattan, Stillahavsplattan, Nazcaplattan, Sydamerikanska kontinentalplattan och Scotiaplattan.